# Текстура бітумінозна
Текстура бітумінозна – різновид текстури гірських порід. Характер просторового розподілення бітумонасичених ділянок, який встановлюється при вивченні штуфів гірських порід безпосередньо або (краще) в умовах їх опромінення ультрафіолетовими променями. 
Розрізняють такі різновиди бітумінозної текстури: рівномірну, тріщинну, кавернозну, шарувату, точкову, лінзоподібну, біоморфну та ін.